# Plastiskop
Ein Plastiskop (gesetzlich geschützter Begriff), gelegentlich auch Plastikop, ist ein Kleinbildbetrachter ohne eigene Lichtquelle (im Gegensatz zu einem Gucki). Sie wurden ab 1953 in Deutschland patentiert. 

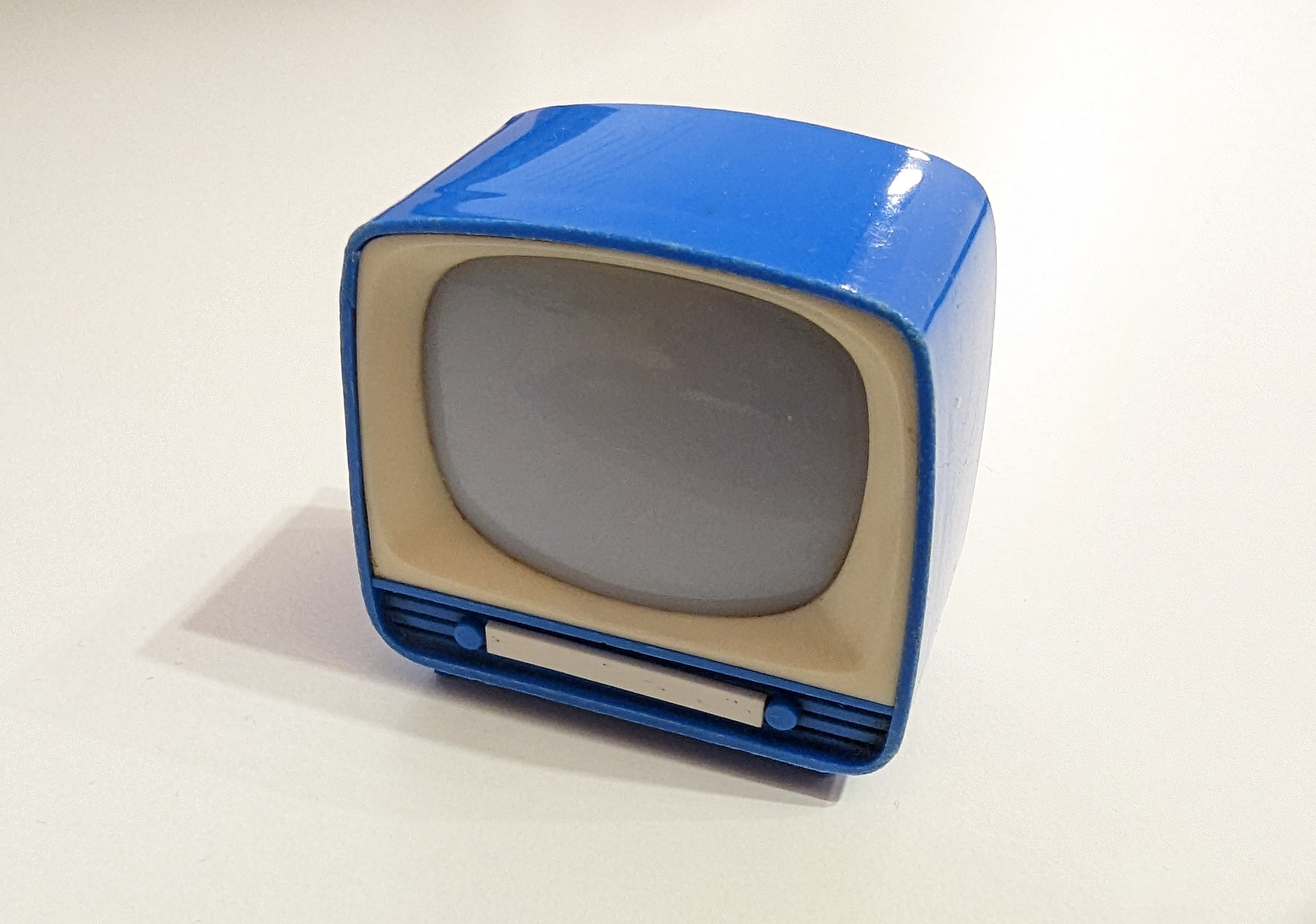
Plastiskop Frontansicht

## Beschaffenheit
Er hat überwiegend das optische Aussehen eines Spielzeug-Fernsehers (es gab auch Modelle in anderen Formen, etwa Bauernhäuser oder Kameras) und besteht aus einem Plastikgehäuse (ein weit verbreitetes Format war 7 × 5,5 × 2,5 Zentimeter), wobei auch hiervon abweichende Ausmaße üblich waren. Die „Mattscheibe“ zeigt meistens ein markantes Motiv der jeweiligen Urlaubsregion (z. B. den Kölner Dom, das Schloss von Heidelberg oder die Loreley). Im Inneren befindet sich eine Scheibe mit Lichtbildern (kleinen Dias), die durch eine das Bild vergrößernde Linse im Gegenlicht betrachtet werden können. Daher befindet sich auch auf der dem Betrachter abgewandten Seite ein kleines Fenster für den Lichteinfall. Durch Klicken einer einfachen Mechanik wird das Rad mit den  Lichtbildern um eine Position weiter bewegt, wobei sich dem Betrachter nunmehr ein neues Bild im Sucher erschließt. 
Die einzelnen Bilder sind oftmals (aufgrund der nur bedingt scharfen Linse aus Kunststoff) unscharf oder in den Farben deutlich überkoloriert. Ihre Anzahl liegt zwischen 8 und (meistens) 16 Bildern je Gerät.

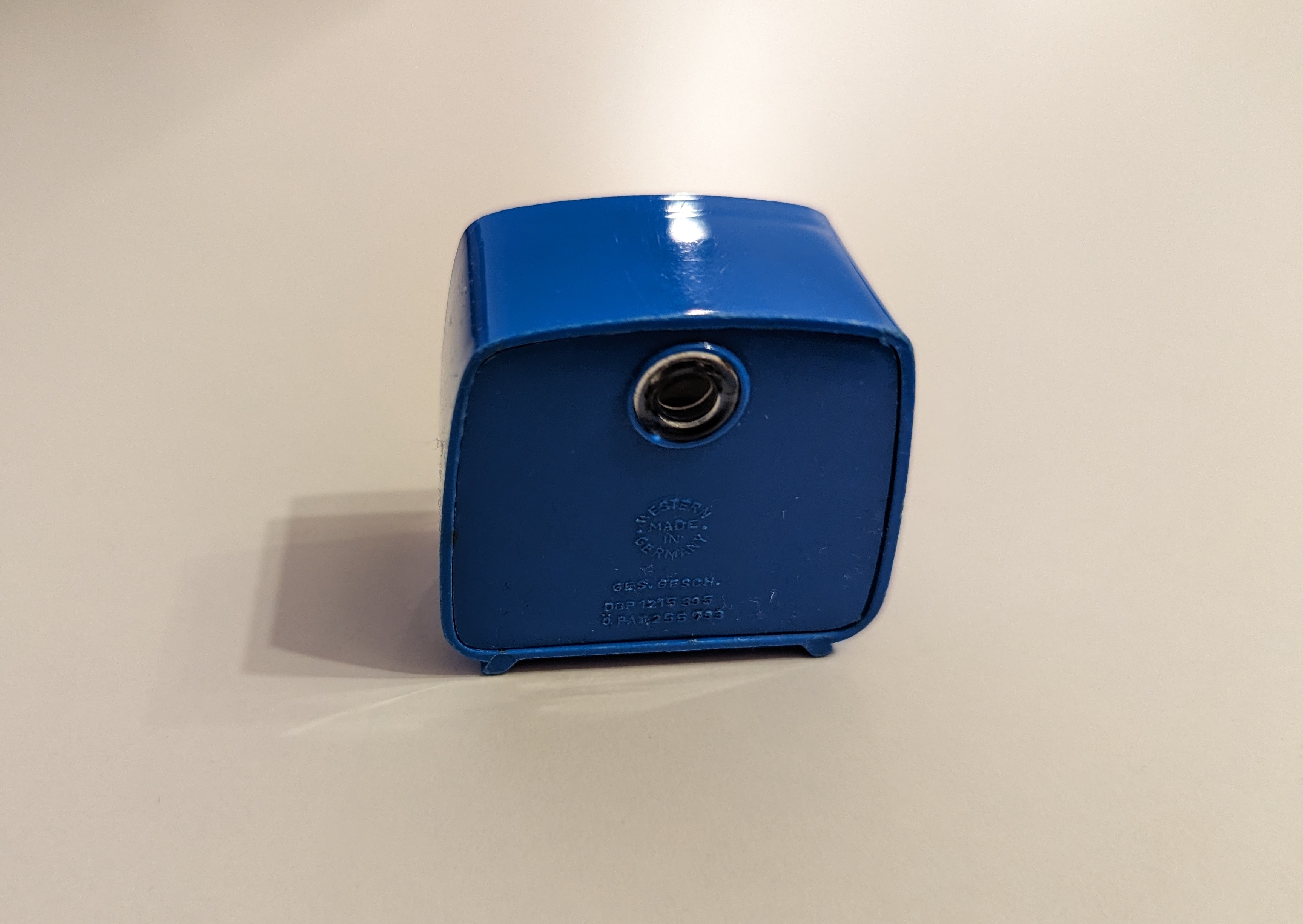
Plastiskop Rückansicht

## Verbreitung
Ein Plastiskop war seit den späten 1950er Jahren, bis hinein in die frühen 1980er Jahre ein beliebtes Mitbringsel von Angehörigen aus ihrer jeweiligen Urlaubsregion. Noch heute sind in einigen Souvenirläden gelegentlich Plastiskope zu finden. Die Bilder  zeigen Sehenswürdigkeiten der jeweiligen Region und besitzen Bezeichnungen wie: „Gruß vom Drachenfels“, „Urlaubsgrüße aus Willingen“, „Die schöne Mosel“ oder „Erinnerung an Bad Driburg“.
Heute besitzen Plastiskope teilweise Kultstatus und sind gelegentlich begehrte Sammlerobjekte, die auf Auktionen hohe Preise erzielen können.